# Joseph Archambault
 (juin 2018).
Si vous disposez d'ouvrages ou d'articles de référence ou si vous connaissez des sites web de qualité traitant du thème abordé ici, merci de compléter l'article en donnant les références utiles à sa vérifiabilité et en les liant à la section « Notes et références ».
Pour les articles homonymes, voir Joseph Archambault (compagnon de captivité de Napoléon) et Archambault (homonymie).
Joseph Archambault (17 février 1879-11 septembre 1964) fut un avocat et homme politique fédéral du Québec.

## Biographie
Né à Montréal, M. Archambault devint député de la circonscription fédérale de Chambly—Verchères en 1917 à la faveur du sentiment anti-conservateur présent au Québec de l'époque et  résultant de la Crise de la conscription. D'abord dans le caucus des Libéraux de Laurier, il continua avec le caucus du Parti libéral du Canada après sa réélection en 1921. 
Il ne se représenta pas en 1925.